# Passe de la Tête du Magnan
Pour les articles homonymes, voir Magnan.
La passe de la Tête du Magnan est un détroit reliant lac McSweeney et la partie nord-est du lac Magnan, située dans la partie nord-est du réservoir Gouin, dans le territoire de la ville de La Tuque, dans la région administrative de la Mauricie, dans la province de Québec, au Canada.
Ce lac de la partie est du réservoir Gouin s’étend entièrement dans le canton de Magnan.
Les activités récréotouristiques constituent la principale activité économique du secteur à cause de sa position stratégique pour la navigation, étant située entre le lac McSweeney, le lac Magnan et la baie Verreau. Cette passe évite d’avoir à contourner par le sud une île d’une longueur de 18,6 km (sens nord-sud) et une autre grande île du côté nord d’une longueur 22,7 km (orientée vers le nord-est).
La zone de la passe de la Tête du Magnan est accessible par la route venant du nord grâce au pont enjambant la rivière Kakiskeaskoparinaniwok (laquelle relie le lac Omina et la baie Verreau). Une route forestière dessert cette île et un pont accède à une seconde île située à l’Est. L’accès à la passe est surtout possible par embarcation ou par hydravion.
La surface de la passe de la Tête du Magnan est habituellement gelée de la mi-novembre à la fin avril, toutefois la circulation sécuritaire sur la glace se fait généralement du début décembre à la fin de mars. La gestion des eaux au barrage Gouin peut entrainer des variations significatives du niveau de l’eau particulièrement en fin de l’hiver où l’eau est abaissée en prévision de la fonte printanière.

## Géographie
Avant la fin de la construction du barrage La Loutre en 1916, créant ainsi le réservoir Gouin, la Passe de la Tête du Magnan avait une dimension plus restreinte. Après le deuxième rehaussement des eaux du réservoir Gouin en 1948 dû à l’aménagement du barrage Gouin, la « Passe de la Tête du Magnan » épousa sa forme actuelle.
Les principaux bassins versants voisins du « Passe de la Tête du Magnan » sont :
- côté nord : rivière Kakiskeaskoparinaniwok, baie Verreau, lac Omina, rivière Pokotciminikew, ruisseau à l'Eau Claire (réservoir Gouin) ;
- côté est : lac Magnan (réservoir Gouin), baie Verreau, ruisseau Verreau ;
- côté sud : lac Magnan (réservoir Gouin), lac Nevers (réservoir Gouin), lac Chapman (réservoir Gouin), baie Bouzanquet ;
- côté ouest : lac McSweeney, lac Kawawiekamak, lac Omina, lac Marmette (réservoir Gouin), lac Toussaint (réservoir Gouin), lac Mathieu (rivière Mathieu).

D’une longueur de 5,5 km et d’une largeur maximale de 1,4 km, la « Passe de la Tête du Magnan » est caractérisée par quatre grandes îles :
- une île non identifiée du côté nord d’une longueur de 22,7 km (orientée vers le nord-est) délimitant la partie sud-ouest du lac Omina et la partie nord du lac McSweeney. Note : la partie nord-ouest de la passe longe une presqu’île de la partie est de cette île ;
- une île non identifiée d’une longueur de 4,4 km délimitant la partie sud de la baie Verreau et la partie nord du lac Magnan (réservoir Gouin) ;
- une île non identifiée d’une longueur de 3,2 km barrant la sortie Est de la passe, soit du côté du lac Magnan (réservoir Gouin) ;
- une île d’une longueur non identifiée de 18,6 km (sens nord-sud) délimitant le lac McSweeney (côté ouest) et lac Magnan (réservoir Gouin) (côté est).

L’embouchure de la « Passe de la Tête du Magnan » est localisée au nord-est, à la confluence du lac Magnan (réservoir Gouin), soit à :
- 2,9 km au sud-est de l’entrée de la baie Verreau ;
- 18,8 km au nord de la confluence entre le lac Magnan (réservoir Gouin) et le lac Brochu (réservoir Gouin) ;
- 57,6 km au nord-ouest du barrage Gouin ;
- 112,1 km au nord-ouest du centre du village de Wemotaci (rive nord de la rivière Saint-Maurice) ;
- 199 km au nord-ouest du centre-ville de La Tuque ;
- 309 km au nord-ouest de l’embouchure de la rivière Saint-Maurice (confluence avec le fleuve Saint-Laurent à Trois-Rivières)[2].

À partir de l’embouchure du Passe de la Tête du Magnan, le courant coule sur 66,0 km vers le sud-est, jusqu’au barrage Gouin, selon les segments suivants  :
- 20,6 km vers le sud en traversant la partie nord-est du lac Magnan (réservoir Gouin) jusqu’à sa confluence avec le lac Brochu (réservoir Gouin) ;
- 45,4 km généralement vers le sud-est en traversant le lac Brochu (réservoir Gouin) et la baie Kikendatch. À partir de ce barrage, le courant emprunte la rivière Saint-Maurice jusqu’à Trois-Rivières où il se déverse sur la rive nord du fleuve Saint-Laurent.

## Toponymie
Jadis, cette passe était désignée : passe Kakinikwantciwak. Le toponyme passe de la Tête du Magnan est dérivée du nom du lac du même nom et du canton. Le terme "Magnan" constitue un patronyme de famille d'origine française.
Le toponyme "Passe de la Tête du Magnan" a été officialisé le 2 août 1991 par la Commission de toponymie du Québec.